# VMDK
VMDK (Virtual Machine Disk) — формат файла, разработанный VMware для использования в качестве образа диска в своих виртуальных машинах. VMDK схож по структуре и содержанию с жёстким диском, является открытым и документированным.

## Программное обеспечение, использующее формат
- VMware Workstation
- VMware Player
- VMware Server
- VMware Fusion
- VMware ESXi
- VMWare vSphere и VMware vCenter Server Appliance (vCSA)

## Сторонние продукты с поддержкой формата
- DAEMON Tools Ultra — начиная с версии 2.2 поддерживается формат VMDK
- Sun xVM — изначально поддерживает формат VMDK[3]
- QEMU — поддерживается утилитой qemu-img, преобразующей образы VMDK в другие форматы
- VirtualBox (часть пакета Sun xVM) также поддерживает файлы VMDK[4]
- Suse studio — создает виртуальные устройства, в том числе и формата VMDK

## Программные библиотеки с поддержкой формата
- VMware VDDK — VMware’s Virtual Disk Development Kit, свободно доступно при наличии аккаунта на VMware.com
- .NET DiscUtils — открытая библиотека